# Гемімеріди
Гемімеріди (Hemimeridae) — родина вуховерток (Dermaptera), яку інколи виділяють в окремий ряд Hemimerida.

## Опис
Тіло дещо сплющене, 8—14 мм завдовжки; крила відсутні, вусики і ноги короткі, очей немає; ротові органи гризучого типу. Вусики короткі, ниткоподібні. Переднеспинка велика, ноги спеціалізовані, короткі, їх гомілки на вершині ззовні з вдавленням для вкладання 3-членикових лапок.

## Поширення
Гемімеріди поширені в Екваторіальній Африці.

## Спосіб життя
Це зовнішні паразити гризунів з роду Cricetomys, живуть у волосяному покриві; живляться, мабуть, похідними шкірного епідермісу тварини-господаря. Розмножуються живонародженням
.

## Класифікація
- Рід Araeomerus
  - Araeomerus hubbardi
  - Araeomerus morrisi
- Рід Hemimerus
  - Hemimerus advectus Rehn & Rehn, 1936
  - Hemimerus bouvieri Chopard, 1934
  - Hemimerus chevalieri Chopard, 1934
  - Hemimerus deceptus Rehn & Rehn, 1936
  - Hemimerus hanseni Sharp, 1895
  - Hemimerus prolixus Maa, 1974
  - Hemimerus sessor Rehn & Rehn, 1936
  - Hemimerus talpoides Walker, 1871
  - Hemimerus vicinus Rehn & Rehn, 1936
  - Hemimerus vosseleri Rehn & Rehn, 1936